# Liste des musées de Hong Kong
Liste des musées de Hong Kong
| Musée                                                                           | Localisation                                                                                               | Agence gouvernementale | Géré par le gouvernement |
| ------------------------------------------------------------------------------- | --- | ---------------------- | ------------------------ |
| Centre d'exposition du Airport Core Programme                                   | 401 Castle Peak Road, Ting Kau, Nouveaux Territoires                                                       |                        | *                        |
| Musée d'art de l'université chinoise de Hong Kong (en)                          | Université chinoise de Hong Kong, Sha Tin, Nouveaux Territoires                                            |                        |                          |
| City Gallery                                                                    | 3 Edinburgh Place, Central                                                                                 |                        | *                        |
| Musée du Dr Sun Yat-sen                                                         | Kom Tong Hall, 7 Castle Road, Niveaux intermédiaires                                                       | DLSC                   | *                        |
| Centre de ressources environnementales de Fanling (en)                          | 9 Wo Mun Street, Fanling, Nouveaux Territoires                                                             | DPE (en)               | *                        |
| Galerie d'exposition du bateau-pompe Alexander Grantham                         | Parc de Quarry Bay, Quarry Bay, île de Hong Kong                                                           | DLSC                   | *                        |
| Musée du thé de la maison Flagstaff                                             | Parc de Hong Kong, 10 Cotton Tree Drive, Central, île de Hong Kong \| DLSC                                 | *                      |                          |
| Musée des aliments de l'humanité de Tao Heung (en)                              | 13 Au Pui Wan Street, Fo Tan, Sha Tin, Nouveaux Territoires                                                |                        |                          |
| Centre d'exposition et de ressources sur l'éducation sanitaire                  | Parc de Kowloon, Tsim Sha Tsui, Kowloon                                                                    |                        | *                        |
| Centre d'information de l'autorité monétaire de Hong Kong                       | International Finance Centre, 8 Finance Street, Central                                                    |                        | *                        |
| Musée des services correctionnels de Hong Kong                                  | 45 Tung Tau Wan Road, Stanley, île de Hong Kong                                                            |                        | *                        |
| Archives du film de Hong Kong                                                   | 50 Lei King Road, Sai Wan Ho, île de Hong Kong                                                             | DLSC                   | *                        |
| Centre de découverte du patrimoine de Hong Kong                                 | Parc de Kowloon, Tsim Sha Tsui, Kowloon                                                                    | DLSC                   | *                        |
| Musée du patrimoine de Hong Kong                                                | 1 Man Lam Road, Shatin, Nouveaux Territoires                                                               | DLSC                   | *                        |
| Maison des histoires de Hong Kong (en)                                          | Maison bleue, 72-74A Stone Nullah Lane, Wan Chai                                                           |                        |                          |
| Centre d'exposition de l'autorité du logement de Hong Kong (en)                 | 80 Fat Kwong Street, Ho Man Tin, Kowloon                                                                   |                        | *                        |
| Musée de l'immigration de Hong Kong                                             | Tuen Mun, Nouveaux Territoires                                                                             | DIMM                   | *                        |
| Musée international des loisirs et du jouet de Hong Kong (fermé définitivement) | Yau Ma Tei, Kowloon                                                                                        |                        |                          |
| Archives et musée du Jockey Club de Hong Kong                                   | Hippodrome de Happy Valley, Happy Valley                                                                   |                        |                          |
| Musée maritime de Hong Kong                                                     | Ferry Pier 8 Central, Central, île de Hong Kong                                                            |                        |                          |
| Musée d'art de Hong Kong                                                        | 10 Salisbury Road, Tsim Sha Tsui, Kowloon                                                                  | DLSC                   | *                        |
| Musée de la défense côtière de Hong Kong                                        | 175 Tung Hei Road, Shau Kei Wan, île de Hong Kong                                                          | DLSC                   | *                        |
| Musée de l'éducation de Hong Kong (en)                                          | Block D1, Podium Level, université d'éducation de Hong Kong, 10 Lo Ping Road, Tai Po, Nouveaux Territoires |                        |                          |
| Musée d'histoire de Hong Kong                                                   | 100 Chatham Road South, Tsim Sha Tsui, Kowloon                                                             | DLSC                   | *                        |
| Musée des sciences médicales de Hong Kong                                       | 2 Caine Lane, Niveaux intermédiaires, île de Hong Kong                                                     |                        |                          |
| Musée du Palais de Hong Kong (en construction)                                  | Museum Drive, district culturel de West Kowloon, Kowloon                                                   |                        | *                        |
| Musée de la Police de Hong Kong                                                 | 27 Coombe Road, pic Victoria, île de Hong Kong                                                             |                        | *                        |
| Service des archives gouvernementales                                           | 13 Tsui Ping Road, Kwun Tong, Kowloon                                                                      |                        | *                        |
| Musée hippique de Hong Kong                                                     | 2/F, Happy Valley Stand, Happy Valley, île de Hong Kong                                                    |                        |                          |
| Musée du rail de Hong Kong                                                      | 13 Shung Tak Street, Tai Po, Nouveaux Territoires                                                          | DLSC                   | *                        |
| Musée des sciences de Hong Kong                                                 | 2 Science Museum Road, Tsim Sha Tsui East, Kowloon                                                         | DLSC                   | *                        |
| Musée de l'espace de Hong Kong                                                  | 10 Salisbury Road, Tsim Sha Tsui, Kowloon                                                                  | DLSC                   | *                        |
| Centre d'arts visuels de Hong Kong                                              | Parc de Hong Kong, 10 Cotton Tree Drive, Central                                                           | DLSC                   | *                        |
| Musée du changement climatique du Jockey Club de Hong Kong                      | Parc académique international Yasumoto, université chinoise de Hong Kong, Sha Tin, Nouveaux Territoires    |                        |                          |
| Musée du 4 juin (fermée temporairement)                                         | 3 Austin Avenue, Tsim Sha Tsui jusqu'au 11 juillet 2016                                                    |                        |                          |
| Centre de visiteurs du passage de Lantau (en)                                   | Coin nord-ouest de Tsing Yi, Nouveaux Territoires                                                          |                        | *                        |
| Musée folklorique de Law Uk (en restauration)                                   | Village hakka, Chai Wan, île de Hong Kong                                                                  | DLSC                   | *                        |
| Musée de la tombe han de Lei Cheng Uk                                           | 41 Tonkin Street, Sham Shui Po, Kowloon                                                                    | DLSC                   | *                        |
| Musée Liang Yi (en)                                                             | 181-199 Hollywood Road, Sheung Wan, île de Hong Kong                                                       |                        |                          |
| Centre d'éducation Lions Nature (en)                                            | Zone spéciale de Tsiu Hang, Sai Kung, Nouveaux Territoires                                                 |                        |                          |
| M+ (en construction)                                                            | District culturel de West Kowloon, West Kowloon, Kowloon                                                   |                        |                          |
| Madame Tussauds Hong Kong (en)                                                  | Peak Tower, 128 Peak Road, pic Victoria, île de Hong Kong                                                  |                        |                          |
| Musée de médecine chinoise Dr & Mme Hung Hin Shiu (en)                          | Université baptiste de Hong Kong, Kowloon Tong                                                             |                        |                          |
| Musée d'ethnologie (en)                                                         | Tai Po |                        |                          |
| Sentier du patrimoine Ping Shan                                                 | Ping Shan                                                                                                  | DLSC                   | *                        |
| Musée de Po Leung Kuk (en)                                                      | 66 Leighton Road, Causeway Bay, île de Hong Kong                                                           |                        |                          |
| Musée d'histoire du Queen's College (en)                                        | 120 Causeway Road, Tin Hau, île de Hong Kong                                                               |                        |                          |
| Musée du disque                                                                 | 12/F 39 Yiu Wa Street, Causeway Bay                                                                        |                        |                          |
| Musée de Sam Tung Uk                                                            | Ancien village fortifié hakka, Tsuen Wan                                                                   | DLSC                   | *                        |
| Manoir Sau Choi                                                                 | Ping Shan                                                                                                  |                        |                          |
| Musée folklorique de Sheung Yiu                                                 | ancien village Hakka, Sai Kung                                                                             | DLSC                   | *                        |
| Musée Sun (en)                                                                  | 4/F, SML Tower, 165 Hoi Bun Road, Kwun Tong                                                                |                        |                          |
| Musée folklorique de Tai O                                                      | Tai O |                        |                          |
| Musée de la culture alimentaire de Tao Heung                                    | Fo Tan |                        |                          |
| Centre de ressources environnementales de Tsuen Wan (en)                        | Tsuen Wan                                                                                                  | DPE                    | *                        |
| Musée d'art Tsui (en)                                                           | |                        |                          |
| Musée du groupe des hôpitaux de Tung Wah (en)                                   | Hôpital de Kwong Wah (en), Waterloo Road, Yau Ma Tei                                                       |                        |                          |
| Musée universitaire et galerie d'art (en)                                       | (anciennement appelé musée de Fung Ping Shan) au sein de l'université de Hong Kong                         |                        |                          |
| Centre d'information de l'autorité de rénovation urbaine                        | Queen's Road Central, Sheung Wan                                                                           |                        | *                        |
| Centre de ressources environnementales de Wan Chai (en)                         | Wan Chai                                                                                                   | DPE                    | *                        |

(DLSC) désigne un musée géré par le département des loisirs et des services culturels

(DPE) désigne un musée géré par le département de la protection de l'environnement (en)

* indique les musées gérés par le gouvernement